# Варні (Росія)
Ва́рні (рос. Варни) — присілок в Дебьоському районі Удмуртії, Росія.

## Населення
Населення — 219 осіб (2010; 236 в 2002).
Національний склад станом на 2002 рік:
- удмурти — 94 %

## Урбаноніми[3]
- вулиці — Варнинська, Молодіжна